# Dylan Borrero
Pour les articles homonymes, voir Borrero.
Dylan Borrero, né le 5 janvier 2002 à Palmira en Colombie, est un footballeur colombien qui joue au poste d'ailier droit à l'América de Cali.

## Biographie

### En club
Né Palmira en Colombie, Dylan Borrero est formé par l'Independiente Santa Fe. Il fait ses débuts en professionnel alors qu'il n'a que 17 ans, le 14 avril 2019, lors d'un match de championnat de Colombie face au CD La Equidad. Il est titularisé au poste d'ailier gauche et les deux équipes se neutralisent (1-1).
Le 9 janvier 2020, Dylan Borrero est recruté par l'Atlético Mineiro. Il signe un contrat courant jusqu'en décembre 2024. Il joue son premier match le 7 février 2020, lors d'une rencontre de Copa Sudamericana face au Club Atlético Unión. Il entre en jeu lors de cette rencontre perdue par son équipe (3-0).
Alors qu'il peine à s'imposer sous les ordres de Jorge Sampaoli qui ne l'utilise pas, il est prévu qu'il soit prêté en septembre 2019 mais le club renonce finalement à le prêter.
Le 11 juillet 2021, Dylan Borrero inscrit son premier but pour l'Atlético Mineiro, lors d'un match du championnat brésilien contre l'América Futebol Clube. Entré en jeu ce jour-là, il donne la victoire à son équipe en inscrivant le seul but de la partie,.
Le 22 avril 2022 est annoncé le transfert de Dylan Borrero au Revolution de la Nouvelle-Angleterre. Le joueur signe un contrat de trois ans plus une année en option. Il joue son premier match sous ses nouvelles couleurs le 22 mai 2022, lors d'une rencontre de MLS contre le FC Cincinnati. Il entre en jeu à la place de Damian Rivera (en) et son équipe l'emporte par trois buts à deux.

### En équipe nationale
Le 16 décembre 2020, Dylan Borrero joue son premier match pour l'équipe de Colombie des moins de 20 ans contre l'Équateur. Titulaire à cette occasion, il se montre décisif en marquant ses deux premiers buts, participant à la victoire de son équipe par cinq buts à un.